# Фетенино (Тверская область)
Фетенино — деревня в Кимрском районе Тверской области. Входит в состав Ильинского сельского поселения.

## География
Находится в юго-восточной части Тверской области на расстоянии приблизительно 19 км на северо-запад по прямой от районного центра города Кимры в левобережной части района.

## История
Известна была с 1628 года как деревня с 4 дворами, владение братьев Маловых. В 1780-х годах 7 дворов, в 1806 — 7. В 1859 году здесь (деревня Корчевского уезда Тверской губернии) было учтено 12 дворов, в 1887 — 25. Ныне имеет дачный характер.

## Население
Численность населения: 39 человек (1780-е годы), 39 (1806), 105 (1859 год), 121 (1887), 3 (русские 100 %) 2002 году, 0 в 2010.